# Jekaterina Ektowa
Jekaterina Alexandrowna Ektowa (russisch Екатерина Александровна Эктова, engl. Transkription Yekaterina Aleksandrovna Ektova; * 30. August 1992 in Petropawl) ist eine kasachische Weit- und Dreispringerin.

## Karriere
Erste internationale Erfahrungen sammelte Jekaterina Ektowa bei den Jugendweltmeisterschaften 2007 in Ostrava, bei denen sie mit 11,88 m in der Qualifikation ausschied. Zwei Jahre später wurde sie bei den Jugendweltmeisterschaften in Brixen mit 13,36 m Vierte im Dreisprung und schied im Weitsprungbewerb mit 5,75 m in der Qualifikation aus. 2010 wurde sie bei den Juniorenasienmeisterschaften in Hanoi mit 5,97 m bzw. 12,88 m jeweils Vierte und qualifizierte sich damit für die Juniorenweltmeisterschaften in Moncton, bei denen sie mit 5,49 m und 12,74 m in der Qualifikation ausschied. Im Jahr darauf wurde sie bei den Asienmeisterschaften in Kōbe mit 13,88 m Sechste im Dreisprung und bei den Hallenasienmeisterschaften 2012 in Hangzhou mit 13,05 m Vierte. 2013 gelangte sie bei der Sommer-Universiade in Kasan bis ins Finale, das sie mit einer Weite von 13,05 m auf dem zehnten Platz beendete. Bei den Hallenasienmeisterschaften 2014 in Hangzhou erreichte sie mit 12,38 m Rang acht.
2016 wurde sie bei den Hallenasienmeisterschaften in Doha mit 5,57 m Zehnte im Weitsprung und qualifizierte sich im Dreisprung erstmals für die Olympischen Spiele in Rio de Janeiro, bei denen sie mit 13,51 m in der Qualifikation ausschied.
2018 wurde Ektowa Kasachische Meisterin im Weitsprung.

## Persönliches
Jekaterina Ektowa ist die Schwester des Dreispringers Jewgeni Ektow und die Schwägerin von Irina Ektowa, die ebenfalls als Dreispringerin aktiv ist. Sie absolvierte ein Studium an der North Kazakhstan State University.

## Persönliche Bestleistungen
- Weitsprung: 6,35 m (+1,5 m/s), 19. Mai 2015 in Schymkent
  - Weitsprung (Halle): 6,23 m, 6. Februar 2015 in Öskemen
- Dreisprung: 14,48 m (+1,1 m/s), 27. Juli 2011 in Almaty
  - Dreisprung (Halle): 13,28 m, 19. Januar 2019 in Öskemen